# Otricoli
Otricoli é uma comuna italiana da região da Umbria, província de Terni, com cerca de 1.811 (Istat 2000) habitantes. Estende-se por uma área de 27,27 km², tendo uma densidade populacional de 66,40 hab/km². Faz fronteira com Calvi dell'Umbria, Gallese (VT), Magliano Sabina (RI), Narni, Orte (VT), Stroncone.

## Demografia
| Variação demográfica do município entre 1861 e 2011                               |
|                                                                                   |
| Fonte: Istituto Nazionale di Statistica (ISTAT) - Elaboração gráfica da Wikipedia |

A vila de Otricoli se localiza nas ruínas da cidade de Ocrículo (em latim: Ocricolum), nas margens do rio Tibre.